# Karl Perseke
Karl Perseke (* 13. November 1843 in Czuchow, Kreis Rybnik (Schlesien); † 17. März 1907 in Bonn) war ein deutscher Landwirtschaftslehrer und Fachbuchautor.

## Leben und Wirken
Karl Perseke, Sohn eines Rentmeisters, besuchte von 1854 bis 1861 das Gymnasium in Leobschütz. Anschließend absolvierte er eine landwirtschaftliche Praxis auf mehreren Gutsbetrieben. Ab 1865 besuchte er die Landwirtschaftliche Akademie Proskau, ab 1865 war er als Wirtschafts-Inspektor auf einer Domäne in Schlesien tätig. 1873 begann er ein Studium an der Universität Leipzig. Seine Studienschwerpunkte waren Naturwissenschaften, Nationalökonomie und Landwirtschaft. 1877 promovierte er dort mit der Dissertation „Über die Formveränderung der Wurzel in Erde und Wasser“. Nach der Promotion arbeitete er für ein Jahr bei dem Agrarwissenschaftler Adolph Blomeyer am Landwirtschaftlichen Institut der Universität Leipzig.
1878 erhielt Perseke eine Anstellung als Landwirtschaftslehrer an der Michelsenschule in Hildesheim. Von 1886 bis 1896 war er Direktor der landwirtschaftlichen Winterschule in Zülpich (Rheinland) und dann in gleicher Funktion bis 1901 in Wetzlar. 
Perseke gehörte zu den Hauptmitarbeitern von Thiel’s Landwirthschaftliches Konversations-Lexikon, das zwischen 1877 und 1882 in sieben monumentalen Bänden erschienen ist. Als Fachbuchautor ist er 1896 mit einer Schrift zur Bekämpfung von Unkräutern hervorgetreten und 1907 mit zwei Lehrbüchern für landwirtschaftliche Lehranstalten.

## Bücher und Schriften
- Hauptmitarbeiter bei: Thiel’s Landwirthschaftliches Konversations-Lexikon. Herausgegeben von K. Birnbaum und E. Werner. Verlag von Friedrich Thiel Straßburg i. E. und Leipzig, 7 Bände, 1877–1882.
- Anleitung zur Bekämpfung des Unkrautes. Verlag Paul Parey Berlin 1896.
- Landwirtschaftliche Betriebslehre für landwirtschaftliche Lehranstalten und für die Praxis. Verlag H. Voigt Leipzig 1907 = Sammlung landwirtschaftlicher Leitfäden.
- Allgemeine Ackerbaulehre für landwirtschaftliche Lehranstalten. Zugleich dritte, vollständig neu bearbeitete und erweiterte Auflage des Lehrbuches von Adolf Hildebrand Grundriß des allgemeinen Acker- und Pflanzenbaues (1. Aufl. 1891, 2. Aufl. 1895). Verlag H. Voigt Leipzig 1907 = Sammlung landwirtschaftlicher Leitfäden.